# Lorraine belge
Pour les articles homonymes, voir Lorraine (homonymie).
La Lorraine belge est une région géologique et culturelle de l’extrême sud de la province de Luxembourg en Belgique. Située au sud des plateaux du massif ardennais (Dévonien, ère Primaire) son relief est constitué de roches variées formant une succession de trois crêtes séparées par des dépressions appelées cuestas (Jurassique, ère Secondaire).
L’habitat traditionnel y est similaire à celui de la Lorraine française. Les deux langues régionales endogènes sont le gaumais (lorrain) et l'arlonais (luxembourgeois).

## Géographie

### Entités administratives
La Lorraine belge s’étend sur une grande partie des arrondissements de Virton (deux tiers ouest) et d’Arlon (tiers est), à l’exception de la commune de Martelange.
Parmi les communes de la région, on retrouve Arlon, Attert, Aubange, Chiny, Étalle, Florenville, Habay, Meix-devant-Virton, Messancy, Musson, Rouvroy, Saint-Léger, Tintigny et Virton. Cependant, tous les villages de ces communes (à la limite septentrionale de la région) ne sont pas lorrains (par exemple Anlier).

### Régions limitrophes
La région est délimitée au nord par l’Ardenne, à l’est par le Luxembourg, au sud et à l'ouest par la région française du Grand-Est.

### Géologie
Voir aussi: Cuestas de Lorraine
Le Sud-Luxembourg constitue la seule région géologique datant de l’Ère secondaire (plus précisément du Jurassique) en Belgique. Cette origine lui confère un faciès très particulier, constitué d’une succession de trois cuestas, toutes orientées à peu près sur l’axe ouest-est et avec leur front situé au nord. Les photos prises par les satellites soulignent également ce paradoxe : compte tenu des seules prédispositions géographiques, cette région s’apparente davantage au Bassin parisien, vers le sud-ouest, ou mosellan, vers l’est.
La transition avec le terrain d’origine dévonienne inférieure de l’Ardenne au nord se fait dans la partie orientale par une bande du Trias (Ère secondaire) traversant les communes d’Attert, Habay et Étalle.

### Cours d’eau
La région est drainée par des rivières faisant partie des deux bassins versants suivants :
- celui de la Meuse, qui couvre la quasi-totalité de la région avec les bassins :
  - de la Semois au nord, qui y coule en grande partie, vers l’ouest,
  - de la Chiers au sud, qui coule principalement en France, vers l’ouest, et recueille les eaux du Ton, de la Messancy et de la Vire, ses trois principaux affluents et sous-affluent belges,
- celui du Rhin (via l’Alzette, puis la Sûre et enfin la Moselle), qui couvre le coin nord-est de la région avec l’Attert et l’Eisch, dont les eaux s’écoulent vers l’est.

Les trois cuestas sont longées par quatre de ces rivières :
- la cuesta sinémurienne par la Semois et l’Attert ;
- la cuesta charmouthienne par le Ton ;
- la cuesta bajocienne par la Vire[3].

## Culture

### Habitat
On trouve en Lorraine belge les seuls villages ruraux traditionnels de la Région wallonne calqués sur le modèle de ceux de la Lorraine française. Les fermes traditionnelles y sont d'un seul tenant. Elles sont construites en moellons de calcaire gréseux jurassique dans les villages du sud et en schiste dans les villages du nord.
Au XIXe siècle, une vague d'émigration vit partir de Lorraine belge des milliers de personnes qui créèrent en Amérique des colonies agricoles prospères, en particulier dans le Midwest des États-Unis et l'Ouest canadien.

### Langues
La Lorraine belge s'étend sur les deux tiers ouest (la Gaume), de dialecte gaumais (lorrain roman), et du tiers est (Pays d'Arlon), de dialecte luxembourgeois (une langue francique).
La langue dominante est le français.